# گمینا شچکوچینه
گمینا شچکوچینه (به لهستانی:  Gmina Szczekociny) یک گمینا در لهستان است که در شهرستان زاویرچیه واقع شده‌است. گمینا شچکوچینه ۱۳۶٫۰۹ کیلومتر مربع مساحت و ۸٬۳۵۰ نفر جمعیت دارد.